# 1ダースの言い訳/April
「1ダースの言い訳/April」（いちダースのいいわけ/エイプリル」は、1986年2月21日リリース、稲垣潤一10枚目のシングル。1991年12月21日、8cmCD形態・24枚目シングルとしてリリース（FHDF-1150）。 

## 解説
6枚目のオリジナル・アルバム『REALISTIC』先行シングル。
「1ダースの言い訳」…三洋電機「SANYO CDミニコン WO5」CMソング
「April」…三洋電機「SANYO おしゃれなテレコ U4CD」CMソング

## 収録曲
- SIDE A

1. 1ダースの言い訳
  - 作詞：秋元康 / 作曲：林哲司 / 編曲：萩田光雄

- SIDE B

1. April
  - 作詞：秋元康 / 作曲：木戸やすひろ / 編曲：大村雅朗